# Nordiques de Québec
I Quebec Nordiques (o, in francese, Nordiques de Québec) furono una squadra di hockey su ghiaccio canadese, che militò nella National Hockey League per 26 stagioni, dal 1967 al 1993. Sede della squadra era Québec e i suoi colori sociali erano il blu, il bianco e il rosso. Fallì nel 1995 e i suoi diritti di franchigia  furono trasferiti a Denver (Colorado), ai Colorado Avalanche.

## Storia
I Quebec Nordiques sono stati uno dei team presenti alla prima stagione della World Hockey Association nel 1972. Inizialmente la concessione era stata data a un gruppo di stanza a San Francisco, ma il team ben presto si trasferì a Quebec City. Nelle loro sette stagioni nella WHA, i Nordiques vinsero un Avco World Trophy nel 1977 e persero la finale del 1975. Due anni dopo la vittoria, nel 1979, entrarono nella NHL, insieme ai compagni di lega Edmonton Oilers, Hartford Whalers, e Winnipeg Jets.
Dopo essere entrati per sette anni consecutivi nella post-season (1981-1987), i Nordiques precipitarono nei bassifondi della lega. Nel draft del 1991, Québec ottenne la prima scelta assoluta per la terza volta di fila. Nonostante il prospetto migliore, Eric Lindros, avesse messo bene in chiaro che non avrebbe giocato per i Nordiques, venne scelto col numero uno ugualmente. Il giocatore per tutta risposta non indossò neanche la maglia del team per le fotografie di rito con la stampa. Su consiglio della madre, Lindros rifiutò di firmare il contratto e il 30 giugno 1992, dopo una bagarre durata un anno, venne mandato ai Philadelphia Flyers in cambio di cinque giocatori, i diritti sul prospetto svedese Peter Forsberg, due scelte al primo giro del draft e 15 milioni di dollari. Questo scambio (la cosiddetta Lindros trade) viene visto come uno degli scambi più sbilanciati nella storia della NHL, un mattone importantissimo per il successo dei Nordiques/Avalanche nel decennio successivo e fece immediatamente diventare i Nordiques da uno dei più deboli team della NHL a un contendente abitudinario della Stanley Cup. Nella stagione successiva, i Nordiques raggiunsero i playoff per la prima volta negli ultimi sei anni.
Mentre il team era un successo sul rink, fuori le cose cambiavano. Quebec City era il mercato più piccolo della lega e nel 1995 il proprietario Marcel Aubut chiese un aiuto al governo provinciale del Quebec per non finire in bancarotta, oltre a un nuovo stadio. L'aiuto non arrivò, e Aubut vendette il team a un gruppo di investitori di Denver. L'affare divenne ufficiale il 1º luglio del 1995 e 12.000 abbonamenti vennero venduti nei 37 giorni seguenti l'annuncio. Il 10 agosto 1995 i Quebec Nordiques divennero i Colorado Avalanche. Divennero così la seconda franchigia della NHL a giocare nella città di Denver, dato che i Colorado Rockies vi giocarono dal 1976 al 1982 quando si trasferirono nel New Jersey per diventare i New Jersey Devils.